# Hemigrammus analis

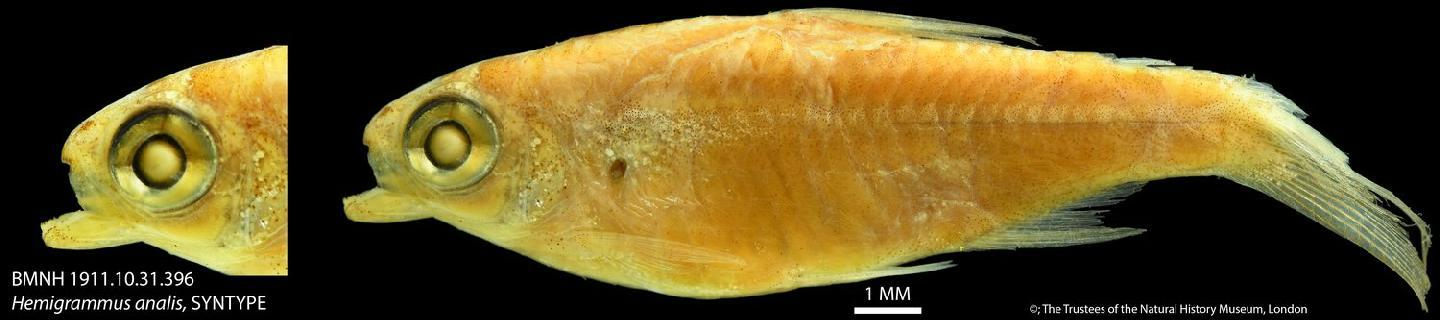
Ejemplar de Hemigrammus Analis preservado en el Museo de Historia Natural de Londres.

Hemigrammus analis es una especie de pez de la familia Characidae en el orden de los Characiformes.

## Morfología
Los machos pueden llegar alcanzar los 3,6 cm de longitud total.

## Hábitat
Vive en zonas de clima tropical.

## Distribución geográfica
Se encuentran en Sudamérica: ríos Esequibo y  Demerara, y cuencas de los ríos Orinoco,  Tapajós,  Negro y  Apure.